# Knoutsodonta reticulata
Knoutsodonta reticulata is een slakkensoort uit de familie van de Onchidorididae. De wetenschappelijke naam van de soort werd voor het eerst geldig gepubliceerd in 1979 door Ortea als Onchidoris reticulata.